# Eufuismo

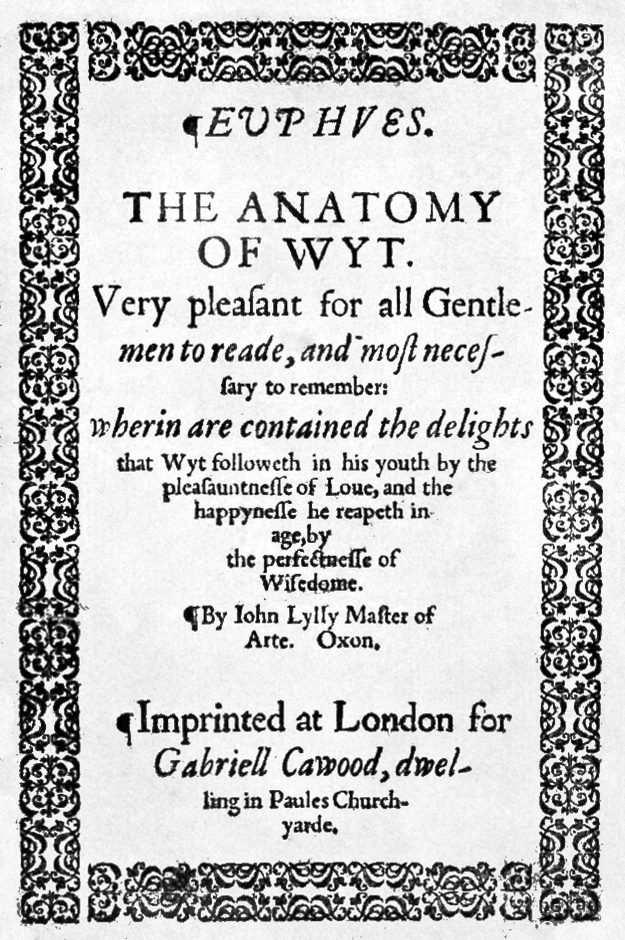
Portada de Euphues, el libro de John Lyly que dio nombre al Eufuismo.

El eufuismo (euphuism) es, en literatura inglesa, un estilo altamente elaborado y artificial, ampuloso y afectado, que tomó su nombre del Euphues, the Anatomy of Wit (Euphues, o la anatomía del ingenio), de 1578, y su segunda parte, Euphues y su Inglaterra, de 1580, del escritor John Lyly, su principal cultivador, aunque fue seguido en esta estética por otro importante escritor, Robert Greene. Aunque William Shakespeare criticó este estilo, y sobre todo sus simetrías, a veces lo imitó.
El eufuismo proviene en realidad de la muy manierista y elaborada prosa cortesana del español fray Antonio de Guevara, un escritor muy popular en Europa y cuyo Reloj de príncipes fue traducido al inglés en 1557 por Thomas North, y prosperó en Inglaterra desde 1580 hasta comienzos del XVII, alcanzando su apogeo en el reinado de Isabel I. Se caracteriza por un extenso uso del símil, la aliteración y la antítesis, un gran descriptivismo ornamental, el abuso de la retórica y el acarreo de gran número de autoridades eruditas y citas cultas. Se trata en realidad de una forma de conceptismo[cita requerida]. 
El Eufuismo desempeñó un papel importante en la historia literaria inglesa, probando la flexibilidad de que era capaz la prosa. El término ha venido a equivaler en la estilística del Barroco al conceptismo español, al preciosismo francés y al seiscentismo y marinismo italianos.

## Cita
It is virtue, yea virtue, gentlemen, that maketh gentlemen; that maketh the poor rich, the base-born noble, the subject a sovereign, the deformed beautiful, the sick whole, the weak strong, the most miserable most happy. There are two principal and peculiar gifts in the nature of man, knowledge and reason; the one commandeth, and the other obeyeth: these things neither the whirling wheel of fortune can change, neither the deceitful cavillings of worldlings separate, neither sickness abate, neither age abolish.
--- Euphues, the Anatomy of Wit